# 세르지 브루게라
세르지 브루게라 이 토르네르(Sergi Bruguera i Torner, 1971년 1월 16일 ~ )는 스페인의 테니스 선수이다.